# Solîhî, Iavoriv
Solîhî (în ucraineană Солиги) este un sat în așezarea urbană Șklo din raionul Iavoriv, regiunea Liov, Ucraina.

## Demografie
Componența lingvistică a localității Solîhî
     Ucraineană (100%)
Conform recensământului din 2001, toată populația localității Solîhî era vorbitoare de ucraineană (100%).